# Ramaria mediterranea
Ramaria mediterranea är en svampart som beskrevs av Schild & Franchi 1998. Ramaria mediterranea ingår i släktet Ramaria och familjen Gomphaceae.   Inga underarter finns listade i Catalogue of Life.